# Groom (Teksas)
Groom je gradić u američkoj saveznoj državi Teksas. Prema popisu stanovništva iz 2010. u njemu je živjelo 574 stanovnika.